# Caius Fonteius Capito (consul en 59)
Pour les articles homonymes, voir Caius Fonteius Capito.
Caius Fonteius Capito (fl. 59) est un homme politique de l'Empire romain.

## Biographie
Il est le fils, ou le petit-fils, de Caius Fonteius Capito, consul en 12.
Il est consul en 59.
Il est le frère de Caius Fonteius Capito, consul en 67.